# Club Atlético Telmo Carbajo
El Club Atlético Telmo Carbajo fue un club de fútbol peruano de la ciudad del Callao. Fue fundado en 1928 y jugó en la Primera División del Perú durante tres temporadas.

## Historia
El Club Atlético Telmo Carbajo fue fundado en 1928 por Ricardo Hurtado llevando ese nombre en honor al deportista chalaco Telmo Carbajo. Inició su participación en la Segunda División de Lima y Callao (equivalente a la cuarta categoría) en 1929, logrando el campeonato de la zona Callao tras vencer por 4 - 1 al Callao F.B.C y posteriormente el título de la categoría al ganar la liguilla interzonal. En 1930 logró el ascenso a la División Intermedia tras ganar su grupo en la Segunda División (renombrada así ese año la tercera categoría). Al año siguiente ocupó el tercer lugar de su grupo en la División Intermedia 1931.
En 1932 pasó a formar parte de la recién creada Liga Provincial del Callao, participando también en esta de la División Intermedia y al año siguiente obtuvo el ascenso a la Primera del Callao. En 1935 fue subcampeón de esta categoría por detrás del Atlético Chalaco siendo ambos clubes invitados a formar parte de la llamada "División de Honor" (que unía las ligas de Lima y Callao). Este torneo se inició en el campeonato de 1937 (en 1936 no hubo torneo por la participación peruana en los Juegos Olímpicos de Berlín) y ese mismo año perdió la categoría retornando a la liga chalaca.
Campeonó en la Liga del Callao en 1938 pero perdió el ascenso a la Primera División de 1939 ante Atlético Córdoba. En 1940 fue nuevamente campeón chalaco y pasó a jugar el campeonato de Promoción (llamado popularmente "Rueda Trágica") junto al Santiago Barranco (campeón de Lima), Sucre FBC y Ciclista Lima (últimos de la Primera División 1940) donde logró el segundo puesto y obtuvo el ascenso. En el torneo de 1941 finalizó en último lugar junto a Atlético Chalaco teniendo que jugar ambos clubes la "Rueda Trágica" contra los dos mejores de la Liga Regional Lima y Callao de 1941: Centro Iqueño y Santiago Barranco. Sin embargo luego de terminado el torneo, con Chalaco, Iqueño y Carbajo igualados en el primer lugar, la Federación Peruana de Fútbol decidió que los cuatro clubes participen en el torneo de 1942,.
Carbajo finalizó en penúltimo lugar de la Primera División de 1942 perdiendo la categoría. En 1943 se forma la Segunda División del Perú con cuatro clubes: Telmo Carbajo, Santiago Barranco (los dos últimos de Primera de 1942), Progresista Apurímac y Ciclista Lima (ascendidos desde la Liga Regional de 1942). Carbajo obtiene el título de la Segunda 1943 pero pierde el ascenso en la promoción con el Centro Iqueño, último de la Primera División 1943, tras caer en ambos partidos (4-1 y 4-0).
En 1947 terminó en último lugar de la Segunda División tras caer en la penúltima fecha por 4-2 ante Jorge Chávez perdiendo la categoría. En los años siguientes participó de la Liga Regional de Lima y Callao y, tras desaparecer ésta, en la Liga Amateur del Callao. 
Fue campeón de la Liga Amateur del Callao de 1960 y jugó el triangular de campeones ante Alianza Libertad de Lince (campeón de Lima) y Association Chorrillos (campeón de Balnearios). Este último fue el ganador de la liguilla y obtuvo el ascenso a la Segunda División de 1961.
En 1963 descendió a la Segunda División del Callao donde participó hasta 1975. Al año siguiente no se presentó al campeonato de esa categoría y desde entonces no participó en torneos oficiales.

## Datos del club
- Temporadas en Primera División: 3 (1937, 1941 y 1942).[9]
- Temporadas en Segunda División: 5 (1943 - 1947).

## Entrenadores
- Francisco Sabroso (1942)

## Palmarés
- Segunda División del Perú (1): 1943.
- Liga del Callao (3): 1938, 1940, 1960.
- Segunda División Amateur de Lima y Callao (1): 1929, 1930.
- Subcampeón de la Segunda División del Perú (1): 1944.
- Subcampeón de la Liga del Callao (4): 1934, 1935, 1939, 1957, 1958, 1961.